# Yūri Chinen
Yūri Chinen (知念 侑李 Chinen Yūri?,  Hamamatsu, Japón; 30 de noviembre de 1993), es un actor japonés, cantante y miembro de Hey! Say! JUMP. Está bajo la dirección de Johnny & Associates. Nació en la ciudad Hamamatsu, actualmente reside en la prefectura Shizuoka y vive en el área metropolitana de Tokio. Es también conocido como "el pequeño gigante".

## Discografía

### Hey! Say! JUMP
- JUMP NO.1 (2010)
- JUMP WORLD (2012)
- S3ART (2014)
- JUMPing CAR (2015)
- DEAR. (2016)
- Hey Say JUMP! 2007-2017 I/O (2017)
- SENSE or LOVE (2018)
- PARADE (2019)
- Fab! -Music speaks- (2020)
- FILMUSIC! (2022)

## Filmografía

### TV dramas
- Yukan Club (NTV, 2007) como Ryota (Episodio 2).
- 1 Pound no Fukuin (NTV, 2008) como Yoshihiko (Episodio 3).
- Sensei wa Erai (NTV, 2008) como Umeno Wataru.
- Scrap Teacher: Kyoushi Saisei (NTV, 2008) como Yoshida Eitaro.

### Programas de variedades
- Shōnen Club
- Hyakushiki
- School Kakumei! (abril de 2009 - , NTV)

### Películas
- Nanako to Nanao (NHK, 2004) como Nanao.
- Nin x Nin: The Ninja Star Hattori (Toho, 28 de agosto de 2004) como Kenichi Mitsuba.
- Sword of the Stranger (29 de septiembre de 2007) como Kotaro (voz).

### Teatro
- Playzone 2007: Change 2 Chance (realizado por Shonentai, 2007) como Ken.

### Conciertos
- Hey! Say! JUMP Tokyo Dome Debut Concert (22 de diciembre de 2007).
- Johnny's Jr. Hey Say 07 in Yokohama Arena (23, 24 de septiembre de 2007).
- Hey! Say! JUMP-ing Tour (08-09)
- Hey! Say! JUMP Tengoku Concert (verano de 2009)
- Hey! Say! JUMP Winter Tour (09-10)

### Solista
- Ookiku nare boku
- On The Wind
- You & You

### Duetos
- "Stars In Heaven" con Ryosuke Yamada (la canción también se conoce "Future Earth" o "Mirai no Chikyu ni Mukatte").
- "You & You" con Yuto Nakajima.